# Manduca morelia
Manduca morelia is een vlinder uit de familie van de pijlstaarten (Sphingidae). De wetenschappelijke naam van de soort werd in 1884 gepubliceerd door Herbert Druce.